# Becky Morgan
Becky Morgan (* 5. září 1974) je velšská golfistka. Narodila se v Abergavenny a o golf se začala zajímat ve svých dvanácti letech. V roce 1994 získala stipendium na Severokalorinské univerzitě v Greensboro. Účastnila se několika amatérských soutěží a v letech 1998 a 2000 byla členkou britského týmu při soutěži Curtis Cup. V roce 2005 se umístila spolu s Becky Brewerton na šesté příčce turnaje Women's World Cup of Golf. Následujícího roku se dvojice umístila na třetí pozici a v roce 2007 na osmé.